# Балабушины Вербы
Балабушины Вербы (укр. Балабушині Верби) — село,
Пустовойтовский сельский совет,
Глобинский район,
Полтавская область,
Украина.
Код КОАТУУ — 5320687602. Население по переписи 2001 года составляло 218 человек.
Село указано на трехверстовке Полтавской области. Военно-топографическая карта.1869 года как отметка без названия.

## Географическое положение
Село Балабушины Вербы находится в 3,5 км от села Пустовойтово, в 4,5 км от села Пузиково и в 7-и км от города Глобино.

## Экономика
- Молочно-товарная и птице-товарная фермы.